# هولدن وی‌اچ کمودور

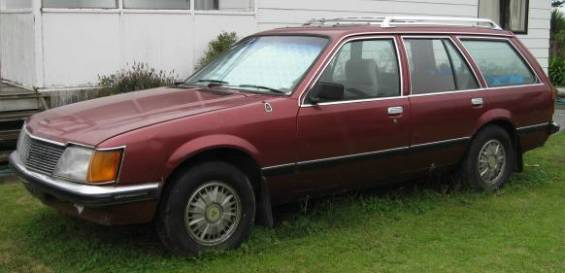

هولدن وی‌اچ کمودور (Holden VH Commodore) خودرویی است که در سال‌های October ۵، ۱۹۸۱ تا February ۱۹۸۴در استرالیا و استرالیا تولید شده‌است. است. سیستم جعبه‌دندهٔ آن ۳ دنده به دو صورت خودکار و دستی است.

## نگارخانه

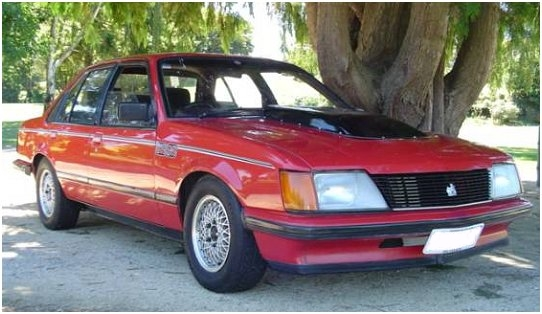
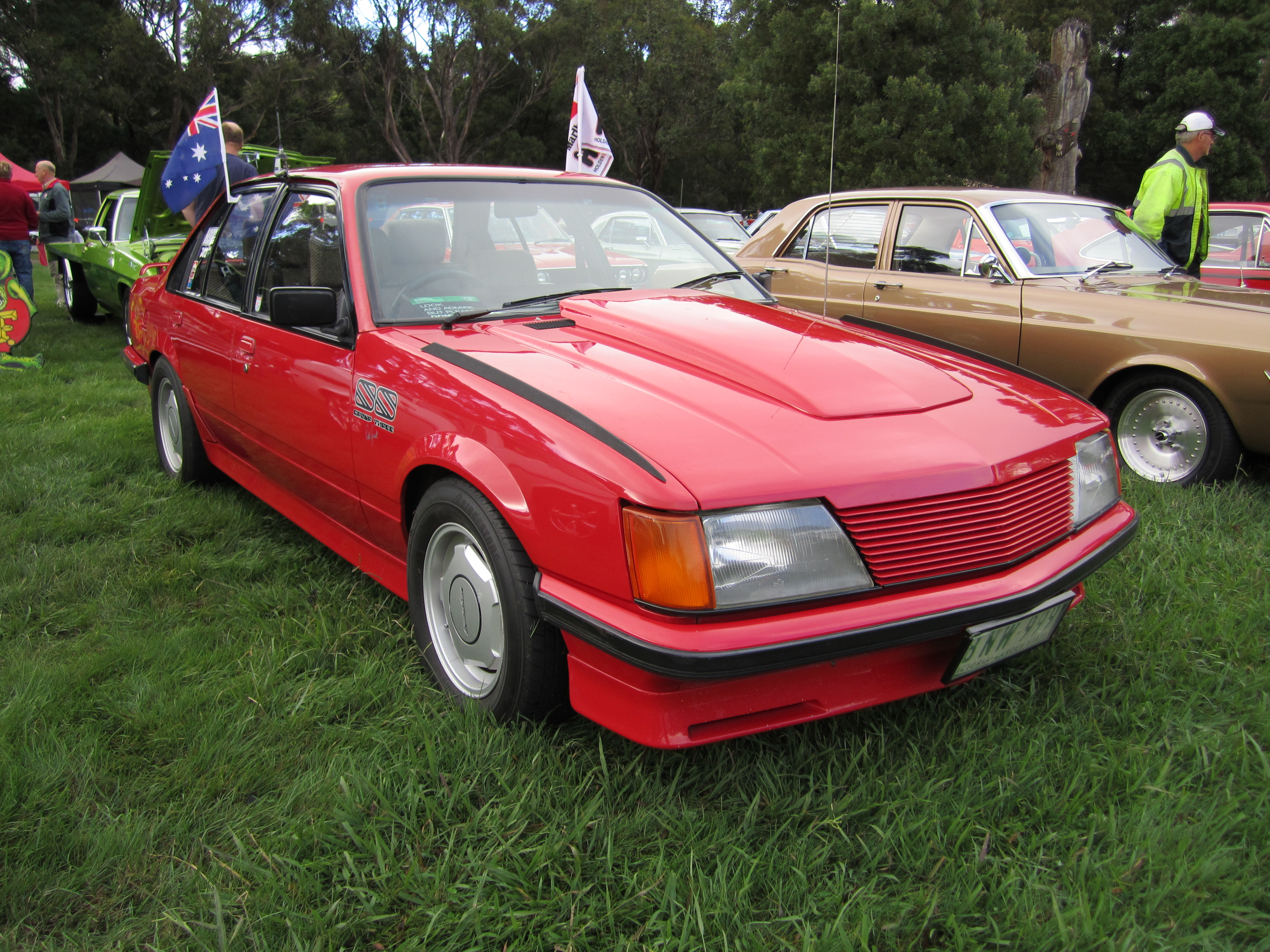